# Urban Omark
Urban Omark, född 19 januari 1978 i Övertorneå, Norrbottens län, är en svensk ishockeytränare och före detta professionell ishockeyspelare. Han var tränare för Modo Hockey J18 mellan 2013 och 2018.
Omarks moderklubb är Övertorneå HF. Som spelare har Urban spelat 15 elitseriematcher för Södertälje SK, där han gjort 1 poäng (0 mål+1 assist).
Urban Omark är äldre bror till ishockeyspelarna Jörgen Omark och Linus Omark, samt kusin till den före detta ishockeymålvakten Daniel Henriksson.